# Ourapteryx nigrociliaris
Ourapteryx nigrociliaris är en fjärilsart som beskrevs av John Henry Leech 1891. Ourapteryx nigrociliaris ingår i släktet Ourapteryx och familjen mätare. Inga underarter finns listade i Catalogue of Life.

## Bildgalleri

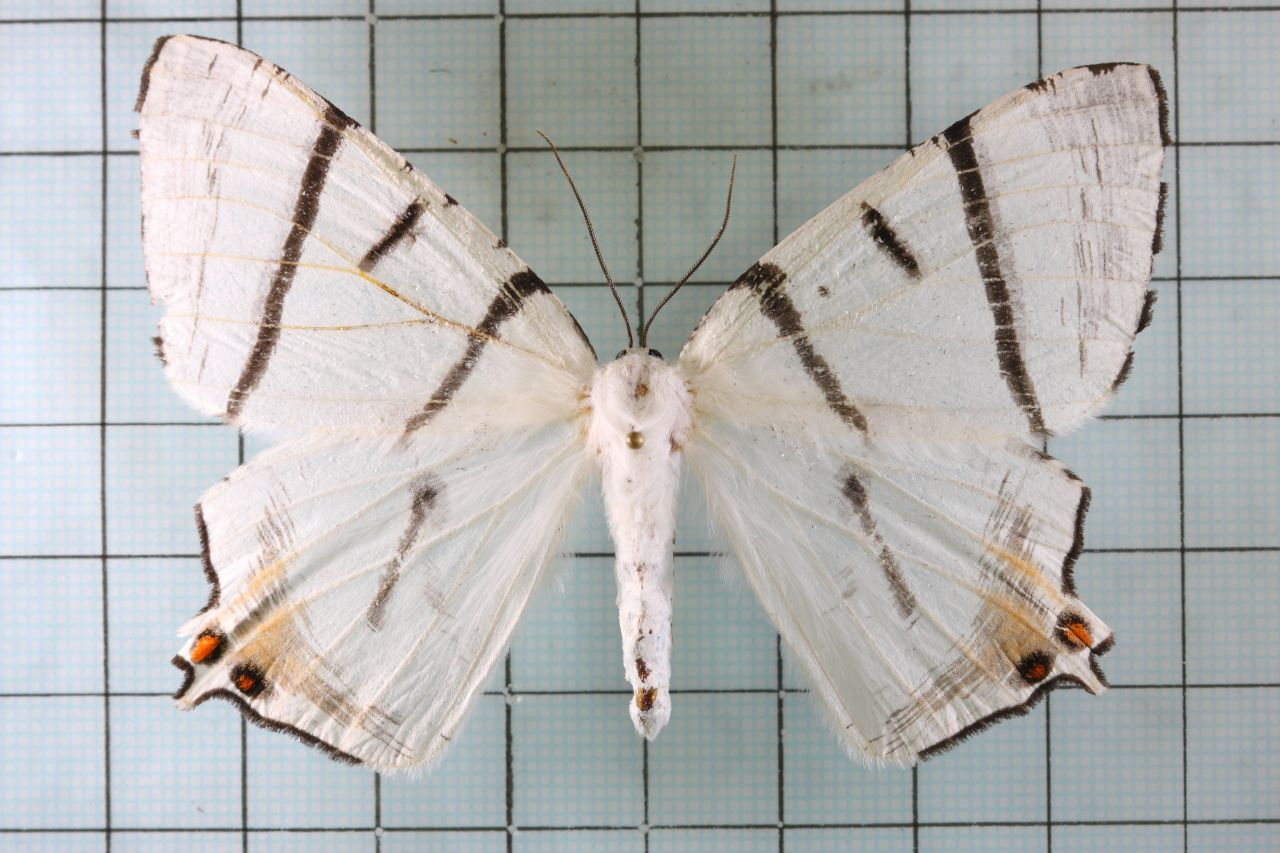